# The Early Years 1965-1972
 (février 2018).
Compilations de Pink Floyd
1965: Their First Recordings
(2015)
The Early Years 1965–1972 est un coffret regroupant des enregistrements réalisés par le groupe Pink Floyd entre 1965 et 1972.
Il contient de nombreux inédits studios et lives ainsi que des versions remixées qui retracent leurs parcours avant l'album The Dark Side of the Moon en 1973.

## Historique
La compilation regroupe de nombreux enregistrements inédits studios et live qui proviennent des premières années du groupe allant de 1965 à 1972. En 1965, une formation comprenant la plupart des futurs membres de Pink Floyd enregistre six démos. En 1966, le groupe est officiellement formé avec Syd Barrett, Roger Waters, Rick Wright et Nick Mason et sort les singles Arnold Layne, See Emily Play et Apples and Oranges et l'album The Piper at the Gates of Dawn en 1967. Mais en 1968, Barrett est remplacé par David Gilmour pendant les sessions du second album A Saucerful of Secrets et publie deux autres singles qui seront des échecs. À partir de 1969, le groupe arrête les singles et décide de se concentrer entièrement aux albums. Depuis l’éviction de Barrett, le groupe doit chercher un nouveau son et se lance dans une longue série d'expérimentations sonores à travers les albums suivants : la bande originale More, l'album Ummagumma réalisé en solo par les membres, le concert conceptuel The Man and the Journey, la bande originale de Zabriskie Point et la longue suite Atom Heart Mother. En 1971, le groupe enregistre la chanson Echoes qui est le résultat des recherches du "son" du groupe et qui sort sur l'album Meddle, qui est considéré comme l'album de la maturité. En 1972, alors que le groupe enregistre l'album The Dark Side of the Moon, il grave la bande originale du film La Vallée (intitulé Obscured by Clouds) et joue à Pompéi un concert filmé et enregistré. Les enregistrements sortent cette année-là.
Après la campagne de remastérisation de sa discographie en 2011, le groupe publie ses archives sonores correspondant à leurs débuts jusqu'à l’enregistrement de Dark Side of the Moon en 1972, présentant les chansons sorties uniquement en single, les inédits lives et studios, les sessions pour la BBC Radio, des versions remixées de chansons ou d'albums comme Obscured by Clouds.

## Contenu

### Volume 1:1965–1967: Cambridge St/ation
Le premier CD reprend les enregistrements de la période pré-Pink Floyd, réalisés vers Noël 1964 et déjà parus sous le titre 1965: Their First Recordings en 2015 dans une édition limitée. Suivent les singles parus en 1967 et une série d’enregistrements remixés en 2010 dans le cadre de la compilation de Syd Barrett An Introduction to Syd Barrett, parmi lesquels le projet de single annulé Scream Thy Last Scream / Vegetable Man, un inédit instrumental (In the Beechwoods) et deux nouveaux mixages de Matilda Mother et Jugband Blues.
Le deuxième CD comprend des enregistrements du concert donné par Pink Floyd le 10 septembre 1967 au Gyllene Cirkeln de Stockholm, puis des improvisations en studio baptisés John Latham en référence au sculpteur du même nom (en), qui proviennent de séances aux studios De Lane Lea à Londres le 20 octobre 1967.

#### Liste des titres
| 1.  | Lucy Leave (mono)                                         | Syd Barrett    | 1965: Their First Recordings (2015)   | 2:57 |
| 2.  | Double O Bo (mono)                                        | Syd Barrett    | 1965: Their First Recordings (2015)   | 2:57 |
| 3.  | Remember Me (mono)                                        | Syd Barrett    | 1965: Their First Recordings (2015)   | 2:46 |
| 4.  | Walk with Me Sydney (mono)                                | Roger Waters   | 1965: Their First Recordings (2015)   | 3:11 |
| 5.  | Butterfly (mono)                                          | Syd Barrett    | 1965: Their First Recordings (2015)   | 3:00 |
| 6.  | I'm a King Bee (en) (mono)                                | Slim Harpo     | 1965: Their First Recordings (2015)   | 3:13 |
| 7.  | Arnold Layne (mono)                                       | Syd Barrett    | single (1967)                         | 2:57 |
| 8.  | See Emily Play (mono)                                     | Syd Barrett    | single (1967)                         | 2:55 |
| 9.  | Apples and Oranges (mono)                                 | Syd Barrett    | single (1967)                         | 3:05 |
| 10. | Candy and a Currant Bun (mono)                            | Syd Barrett    | face B de Arnold Layne (1967)         | 2:45 |
| 11. | Paintbox (mono)                                           | Richard Wright | face B de Apples and Oranges (1967)   | 3:48 |
| 12. | Matilda Mother (stéréo, mix de 2010, version alternative) | Syd Barrett    | An Introduction to Syd Barrett (2010) | 4:01 |
| 13. | Jugband Blues (stéréo, mix de 2010)                       | Syd Barrett    | inédit                                | 3:01 |
| 14. | In the Beechwoods (stéréo, mix de 2010)                   |                | inédit                                | 4:43 |
| 15. | Vegetable Man (stéréo, mix de 2010)                       | Syd Barrett    | inédit                                | 2:32 |
| 16. | Scream Thy Last Scream (stéréo, mix de 2010)              | Syd Barrett    | inédit                                | 4:43 |

| 1.  | Introduction (live à Stockholm)                              |                                                       | 0:25  |
| 2.  | Reaction in G (live à Stockholm)                             |                                                       | 7:18  |
| 3.  | Matilda Mother (live à Stockholm)                            | Syd Barrett                                           | 5:34  |
| 4.  | Pow R. Toc H. (live à Stockholm)                             | Syd Barrett, Nick Mason, Roger Waters, Richard Wright | 11:56 |
| 5.  | Scream Thy Last Scream (live à Stockholm)                    | Syd Barrett                                           | 4:00  |
| 6.  | Set the Controls for the Heart of the Sun (live à Stockholm) | Roger Waters                                          | 7:17  |
| 7.  | See Emily Play (live à Stockholm)                            | Syd Barrett                                           | 3:16  |
| 8.  | Interstellar Overdrive (live à Stockholm)                    | Syd Barrett, Nick Mason, Roger Waters, Richard Wright | 8:57  |
| 9.  | John Latham Version 1                                        |                                                       | 4:32  |
| 10. | John Latham Version 2                                        |                                                       | 5:06  |
| 11. | John Latham Version 3                                        |                                                       | 3:45  |
| 12. | John Latham Version 4                                        |                                                       | 2:59  |
| 13. | John Latham Version 5                                        |                                                       | 2:48  |
| 14. | John Latham Version 6                                        |                                                       | 3:17  |
| 15. | John Latham Version 7                                        |                                                       | 2:36  |
| 16. | John Latham Version 8                                        |                                                       | 2:49  |
| 17. | John Latham Version 9                                        |                                                       | 2:38  |

| 1.  | Chapter 24 (Syd Barrett, live, Cambridgeshire, 1966 / Live aux studios EMI, Londres, 1967)                                         | 3:40 |
| 2.  | Recording Interstellar Overdrive and Nick's Boogie (Londres, 1967)                                                                 | 6:36 |
| 3.  | Interstellar Overdrive: Scene – Underground (Londres, 1967)                                                                        | 4:15 |
| 4.  | Arnold Layne: promo video (Wittering Beach, 1967)                                                                                  | 2:54 |
| 5.  | Pow R. Toc H. / Astronomy Domine: plus Syd Barrett & Roger Waters interview: BBC The Look Of The Week (BBC Studios, Londres, 1967) | 9:22 |
| 6.  | The Scarecrow | 2:05 |
| 7.  | Jugband Blues: London Line promo video (Londres, 1967)                                                                             | 2:58 |
| 8.  | Apples and Oranges: plus Dick Clark interview (live, Los Angeles, 1967)                                                            | 8:57 |
| 9.  | Instrumental Improvisation (BBC Tomorrow's World, Londres, 1967)                                                                   | 2:11 |
| 10. | Instrumental Improvisation (live, Londres, 1967)                                                                                   | 4:32 |
| 11. | See Emily Play: BBC Top of the Pops (partiellement restauré, BBC Studios, Londres, 1967)                                           | 2:55 |
| 12. | The Scarecrow (outtakes) (Pathé Pictorial, 1967)                                                                                   | 2:07 |
| 13. | Interstellar Overdrive (live, Londres, 1967)                                                                                       | 9:33 |

#### Musiciens
- Syd Barrett : chant, guitare
- Roger Waters : basse, chœurs, chant sur Walk with Me Sydney et Set the Controls for the Heart of the Sun
- Richard Wright : claviers, chœurs, chant sur Matilda Mother et Paint Box
- Nick Mason : batterie, percussions, chant sur Scream Thy Last Scream
- Rado Klose : guitare (enregistrements de 1965)
- Juliette Gale : chant sur Walk with Me Sydney

### Volume 2:1968: Germin/ation
Ce volume reprend les deux singles du groupe publiés en 1968 après l'éviction de Syd Barrett, puis deux chansons inédites enregistrées à Los Angeles le 22 août 1968 et des sessions pour la BBC.

#### Liste des chansons
| 1.  | Point Me at the Sky                                                                       | David Gilmour, Roger Waters                             | single (1968)                               | 3:40 |
| 2.  | It Would Be So Nice                                                                       | Richard Wright                                          | single (1968)                               | 3:46 |
| 3.  | Julia Dream                                                                               | Roger Waters                                            | face B du single It Would Be So Nice (1968) | 2:34 |
| 4.  | Careful with That Axe, Eugene                                                             | David Gilmour, Nick Mason, Roger Waters, Richard Wright | face B du single Point Me at the Sky (1968) | 5:46 |
| 5.  | Song 1 (Capitol Studios, Los Angeles, 22 août 1968)                                       |                                                         | inédit                                      | 3:18 |
| 6.  | Roger's Boogie (Capitol Studios, Los Angeles, 22 août 1968)                               |                                                         | inédit                                      | 4:35 |
| 7.  | Murderotic Woman (Careful with That Axe, Eugene) (BBC Radio Session, 25 juin 1968)        | David Gilmour, Nick Mason, Roger Waters, Richard Wright | inédit                                      | 3:38 |
| 8.  | The Massed Gadgets of Hercules (A Saucerful of Secrets) (BBC Radio Session, 25 juin 1968) | David Gilmour, Nick Mason, Roger Waters, Richard Wright | inédit                                      | 7:18 |
| 9.  | Let There Be More Light (BBC Radio Session, 25 juin 1968)                                 | Roger Waters                                            | inédit                                      | 4:32 |
| 10. | Julia Dream (BBC Radio Session, 25 juin 1968)                                             | Roger Waters                                            | inédit                                      | 2:50 |
| 11. | Point Me at the Sky (BBC Radio Session, 20 décembre 1968)                                 | David Gilmour, Roger Waters                             | inédit                                      | 4:25 |
| 12. | Embryo (BBC Radio Session, 20 décembre 1968)                                              | Roger Waters                                            | inédit                                      | 3:13 |
| 13. | Interstellar Overdrive (BBC Radio Session, 20 décembre 1968)                              | Syd Barrett, Nick Mason, Roger Waters, Richard Wright   | inédit                                      | 9:37 |

| 1.  | 1968 Banner                                                                              |                                                       |       |
| 2.  | Astronomy Domine (Tienerklanken, Bruxelles, 18-19 février 1968)                          | Syd Barrett                                           | 22:28 |
| 3.  | The Scarecrow (Tienerklanken, Bruxelles, 18-19 février 1968)                             | Syd Barrett                                           |       |
| 4.  | Corporal Clegg (Tienerklanken, Bruxelles, 18-19 février 1968)                            | Roger Waters                                          |       |
| 5.  | Paintbox (Tienerklanken, Bruxelles, 18-19 février 1968)                                  | Richard Wright                                        |       |
| 6.  | Set the Controls for the Heart of the Sun (Tienerklanken, Bruxelles, 18-19 février 1968) | Roger Waters                                          |       |
| 7.  | See Emily Play (Tienerklanken, Bruxelles, 18-19 février 1968)                            | Syd Barrett                                           |       |
| 8.  | Bike (Tienerklanken, Bruxelles, 18-19 février 1968)                                      | Syd Barrett                                           |       |
| 9.  | Apples and Oranges (Vibrato, Bruxelles, février 1968)                                    | Syd Barrett                                           | 3:03  |
| 10. | Astronomy Domine (Bouton rouge, Paris, 20 février 1968)                                  | Syd Barrett                                           | 13:35 |
| 11. | Flaming (Bouton rouge, Paris, 20 février 1968)                                           | Syd Barrett                                           |       |
| 12. | Set the Controls for the Heart of the Sun (Bouton rouge, Paris, 20 février 1968)         | Roger Waters                                          |       |
| 13. | Let There Be More Light (Bouton rouge, Paris, 20 février 1968)                           | Roger Waters                                          |       |
| 14. | Paintbox (Discorama, Paris, 20 février 1968)                                             | Richard Wright                                        | 3:40  |
| 15. | Instrumental Improvisation (The Sound of Change, Londres, mars 1968)                     |                                                       | 2:15  |
| 16. | Set the Controls for the Heart of the Sun (All My Loving, Londres, 28 mars 1968)         | Roger Waters                                          | 2:40  |
| 17. | It Would Be So Nice (excerpt) (Release–Rome Goes Pop, Rome, avril 1968)                  | Richard Wright                                        | 1:21  |
| 18. | Interstellar Overdrive (Pop 68, Rome, 6 mai 1968)                                        | Syd Barrett, Nick Mason, Roger Waters, Richard Wright | 6:59  |
| 19. | Astronomy Domine (Tienerklanken Kastival, Kasterlee, 31 août 1968)                       | Syd Barrett                                           | 5:31  |
| 20. | Roger Waters Interview (Tienerklanken Kastival, Kasterlee, 31 août 1968)                 |                                                       |       |
| 21. | Let There Be More Light (Samedi et compagnie, Paris, 6 septembre 1968)                   | Roger Waters                                          | 5:31  |
| 22. | Remember a Day (Samedi et compagnie, Paris, 6 septembre 1968)                            | Richard Wright                                        |       |
| 23. | Let There Be More Light (A L'Affiche Du Monde, Londres, 1968)                            | Roger Waters                                          | 1:53  |
| 24. | Let There Be More Light (Tous en scène, Paris, 21 octobre 1968)                          | Roger Waters                                          | 6:39  |
| 25. | Flaming (Tous en scène, Paris, 21 octobre 1968)                                          | Syd Barrett                                           |       |
| 26. | Let There Be More Light (Surprise Partie, Paris, 1er novembre 1968)                      | Roger Waters                                          | 6:35  |
| 27. | Point Me at the Sky (clip restauré, 1969)                                                | David Gilmour, Roger Waters                           | 3:19  |

#### Musiciens
- David Gilmour : guitare, chant
- Roger Waters : basse, chant sur Set the Controls for the Heart of the Sun and Roger's Boogie
- Richard Wright : claviers, chœurs, chant sur It Would Be So Nice, Paintbox, Let There Be More Light et Remember a Day
- Nick Mason : batterie, percussions
- Syd Barrett : guitare, chant (apparaît seulement sur les pistes 2 à 8 du DVD / Blu-ray qui sont en playback)
- John Peel : présentateur des BBC Sessions (pistes 7 à 13 du CD)

### Volume 3:1969: Dramatis/ation
Ce volume reprend l'année 1969 avec les inédits studios extraits des sessions des albums More et Ummagumma (seul Biding my Time n'y apparait pas), ainsi qu'une session à la BBC et un concert de la tournée conceptuelle The Man and the Journey à Amsterdam.

#### Disque 1: Chansons hors albums, session BBC de 1969 et concert à Amsterdam
| 1.  | Hollywood                                  | Sessions de More                                                                                      | 1:21  |
| 2.  | Theme (beat version) (version alternative) | Sessions de More                                                                                      | 5:38  |
| 3.  | More Blues (version alternative)           | Sessions de More                                                                                      | 3:49  |
| 4.  | Seabirds                                   | Sessions de More                                                                                      | 4:20  |
| 5.  | Embryo                                     | Session d'Ummagumma, parue sur les compilations Picnic – A Breath of Fresh Air (1970) et Works (1983) | 4:43  |
| 6.  | Grantchester Meadows                       | Sessions BBC Radio, 12 mai 1969                                                                       | 3:46  |
| 7.  | Cymbaline                                  | Sessions BBC Radio, 12 mai 1969                                                                       | 3:38  |
| 8.  | The Narrow Way                             | Sessions BBC Radio, 12 mai 1969                                                                       | 4:48  |
| 9.  | Green Is the Colour                        | Sessions BBC Radio, 12 mai 1969                                                                       | 3:21  |
| 10. | Careful with That Axe, Eugene              | Sessions BBC Radio, 12 mai 1969                                                                       | 3:26  |
| 11. | Interstellar Overdrive                     | Live au Paradiso, Amsterdam, 9 août 1969                                                              | 4:20  |
| 12. | Set the Controls for the Heart of the Sun  | Live au Paradiso, Amsterdam, 9 août 1969                                                              | 12:25 |
| 13. | Careful with That Axe, Eugene              | Live au Paradiso, Amsterdam, 9 août 1969                                                              | 10:09 |
| 14. | A Saucerful of Secrets                     | Live au Paradiso, Amsterdam, 9 août 1969                                                              | 13:03 |

#### Disque 2:The Man and The Journey: concert conceptuel à Amsterdam,17 septembre 1969
Les titres 1 à 7 correspondent à la première partie intitulée The Man, tandis que les titres 8 à 15 correspondent à la seconde partie intitulée The Journey. Tout le concert est officiellement inédit.
| 1.  | Daybreak (Grantchester Meadows)                                | 8:14 |
| 2.  | Work                                                           | 4:12 |
| 3.  | Afternoon (Biding My Time)                                     | 6:39 |
| 4.  | Doing It                                                       | 3:54 |
| 5.  | Sleeping                                                       | 4:38 |
| 6.  | Nightmare (Cymbaline)                                          | 9:15 |
| 7.  | Labyrinth                                                      | 1:10 |
| 8.  | The Beginning (Green Is the Colour)                            | 3:25 |
| 9.  | Beset by Creatures of the Deep (Careful with That Axe, Eugene) | 6:27 |
| 10. | The Narrow Way, Part 3                                         | 5:11 |
| 11. | The Pink Jungle (Pow R. Toc H.)                                | 4:56 |
| 12. | The Labyrinths of Auximines                                    | 3:20 |
| 13. | Footsteps / Doors                                              | 3:12 |
| 14. | Behold the Temple of Light                                     | 5:32 |
| 15. | The End of the Beginning (A Saucerful of Secrets, Pt. 4)       | 6:31 |

#### Disque 3 (DVD/Blu-ray)
- Forum Musiques, Paris, France, 22 janvier 1969

1. Set the Controls for the Heart of the Sun – 6:31
2. Interview de David Gilmour (en français) – 1:18
3. A Saucerful of Secrets – 12:03

- The Man and The Journey: Royal Festival Hall, Londres, répétition, 14 avril 1969

1. Afternoon (Biding My Time) – 4:22
2. The Beginning (Green Is the Colour) – 2:55
3. Cymbaline – 2:59
4. Beset by Creatures of the Deep (Careful with That Axe, Eugene) – 0:50
5. The End of the Beginning (A Saucerful of Secrets Pt. 4) – 3:06

- Essencer Pop & Blues Festival, Essen, Allemagne, 11 octobre 1969

1. Careful with That Axe, Eugene – 6:19
2. A Saucerful of Secrets – 14:22

- Music Power & European Music Revolution, Festival Actuel Amougies Mont de L'Enclus, Belgique, 25 octobre 1969

1. Green Is the Colour – 4:36
2. Careful with That Axe, Eugene – 10:07
3. Set the Controls for the Heart of the Sun – 11:54
4. Interstellar Overdrive (avec Frank Zappa) – 11:26

#### Personnel
Pink Floyd
- David Gilmour : chant, guitares
- Nick Mason : batterie, percussion
- Roger Waters : basse, chant sur Afternoon, Set the Controls for the Heart of the Sun et Grantchester Meadows, guitare espagnole sur Grantchester Meadows
- Richard Wright : claviers, chœurs, trombone sur Afternoon

avec
- Frank Zappa : guitare sur Interstellar Overdrive

### Volume 4:1970: Devi/ation
Ce volume reprend l'année 1970 avec la chanson Atom Heart Mother en version démo et live ainsi qu'une nouvelle session à la BBC et les inédits des sessions de la bande originale du film Zabriskie Point. Les DVD et Blu-Ray comprennent en plus des live la version quadra-phonique de l'album Atom Heart Mother.

#### Disque 1
| 1. | Atom Heart Mother                                             | Live au Casino de Montreux, 21 novembre 1970 | 17:58 |
| 2. | Embryo                                                        | Session BBC Radio, 16 juillet 1970           | 10:13 |
| 3. | Fat Old Sun                                                   | Session BBC Radio, 16 juillet 1970           | 5:52  |
| 4. | Green Is the Colour                                           | Session BBC Radio, 16 juillet 1970           | 3:27  |
| 5. | Careful with That Axe, Eugene                                 | Session BBC Radio, 16 juillet 1970           | 8:25  |
| 6. | If                                                            | Session BBC Radio, 16 juillet 1970           | 5:47  |
| 7. | Atom Heart Mother (avec ensemble choeurs, violons et cuivres) | Session BBC Radio, 16 juillet 1970           | 25:30 |

#### Disque 2
| 1.  | On the Highway                            | Sessions Zabriskie Point       | 1:16  |
| 2.  | Auto Scene, Version 2                     | Sessions Zabriskie Point       | 1:13  |
| 3.  | Auto Scene, Version 3                     | Sessions Zabriskie Point       | 1:31  |
| 4.  | Aeroplane                                 | Sessions Zabriskie Point       | 2:18  |
| 5.  | Explosion (Careful With That Axe, Eugene) | Sessions Zabriskie Point       | 5:47  |
| 6.  | The Riot Scene                            | Sessions Zabriskie Point       | 1:40  |
| 7.  | Looking at Map                            | Sessions Zabriskie Point       | 1:57  |
| 8.  | Love Scene, Version 7                     | Sessions Zabriskie Point       | 5:03  |
| 9.  | Love Scene, Version 1                     | Sessions Zabriskie Point       | 3:26  |
| 10. | Take Off                                  | Sessions Zabriskie Point       | 1:20  |
| 11. | Take Off, Version 2                       | Sessions Zabriskie Point       | 1:12  |
| 12. | Love Scene, Version 2                     | Sessions Zabriskie Point       | 1:56  |
| 13. | Love Scene (Take 1)                       | Sessions Zabriskie Point       | 2:16  |
| 14. | Unknown Song (Take 1)                     | Sessions Zabriskie Point       | 5:56  |
| 15. | Love Scene (Take 2)                       | Sessions Zabriskie Point       | 6:40  |
| 16. | Crumbling Land (Take 1)                   | Sessions Zabriskie Point       | 4:09  |
| 17. | Atom Heart Mother                         | Version démo, groupe seulement | 19:24 |

#### Disque 3 (DVD)
- An Hour with Pink Floyd: KQED, San Francisco, 30 avril 1970:

1. Atom Heart Mother – 17:37
2. Cymbaline – 8:38
3. Grantchester Meadows – 7:37
4. Green Is the Colour – 3:31
5. Careful with That Axe, Eugene – 9:09
6. Set the Controls for the Heart of the Sun – 12:37

- Mixage Quadriphonique 4.0 original (1970) de l'album Atom Heart Mother (audio seulement) :

1. Atom Heart Mother – 23:42
2. If – 4:31
3. Summer '68 – 5:29
4. Fat Old Sun – 5:24
5. Alan's Psychedelic Breakfast – 13:01

#### Disque 4 (DVD)
- Pop Deux Festival de St. Tropez, août 1970:

1. Cymbaline (balance audio) – 3:54
2. Atom Heart Mother – 13:46
3. Embryo – 11.23
4. Green is the Colour / Careful with That Axe, Eugene – 12:21
5. Set the Controls for the Heart of the Sun – 12:07

- Roland Petit Ballet, Paris, 5 décembre 1970:

1. Instrumental Improvisations 1, 2, 3 – 3:28
2. Embryo – 2:39

- Blackhill’s Garden Party, Hyde Park, Londres, 18 juillet 1970:

1. Atom Heart Mother (avec les Philip Jones Brass Ensemble/John Alldis Choir) – 21:15 (Vidéo en noir et blanc. Qualité vidéo et audio moins qu'optimale. Inclus pour sa valeur historique.)

Le disque 5 du volume 1970: Devi/ation est le Blu/Ray qui reprend l'intégralité des contenus des deux DVD (disques 3 et 4).
Après la sortie de The Early Years 1965-1972, des images ont été trouvées du groupe jouant Astronomy Domine à KQED, mais sa découverte est arrivée trop tard pour être incluse dans le coffret. KQED a ensuite obtenu l'autorisation de publier les images d'Astronomy Domine,.

#### Personnel
Pink Floyd
- David Gilmour : guitares, chant
- Nick Mason : batterie, percussions
- Roger Waters : basse, chant sur Set the Controls for the Heart of the Sun, If and Grantchester Meadows
- Richard Wright : claviers, clavecin, chœurs, chant sur Summer '68, Crumbling Land et Embryo (les 2 dernières avec Gilmour)

Personnel additionnel
- EMI Pops Orchestra : sections de cuivres et d'orchestre
- Hafliði Hallgrímsson : violoncelle
- John Alldis Choir : chœurs
- John Peel : DJ lors de la session BBC Radio
- Alan Styles : voix et effets sonores sur Alan's Psychedelic Breakfast

### Volume 5:1971: Reverber/ation
Ce volume reprend l'année 1971, avec l'avancement du titre Echoes qui sera sur l'album Meddle et une nouvelle session BBC.

#### Liste des chansons
| 1. | Nothing Part 14 (Echoes)                           | David Gilmour, Nick Mason, Roger Waters, Richard Wright | 7:10  |
| 2. | Fat Old Sun (BBC Session, 30 septembre 1971)       | David Gilmour                                           | 15:33 |
| 3. | One of These Days (BBC Session, 30 septembre 1971) | David Gilmour, Nick Mason, Roger Waters, Richard Wright | 7:19  |
| 4. | Embryo (BBC Session, 30 septembre 1971)            | Roger Waters                                            | 10:43 |
| 5. | Echoes (BBC Session, 30 septembre 1971)            | David Gilmour, Nick Mason, Roger Waters, Richard Wright | 26:25 |

DVD/Blu-Ray
1. 1971 : Banner

- Aspekte feature – 9:51

1. Interview + Atom Heart Mother (extraits) Hambourg, 25 février 1971 cuivres et chœurs dirigés par Geoffrey Mitchell
2. A Saucerful Of Secrets (extrait) Offenbach, Allemagne, 26 février 1971

- Cinq Grands Sur La Deux, Abbaye de Royaumont, Asnières-sur-Oise, France, 15 juin 1971 – 17:55

1. Set The Controls For The Heart Of The Sun
2. Cymbaline

- Musikforum Ossiachersee, Ossiach, Autriche, 1er juillet 1971

1. Atom Heart Mother (extrait) cuivres et chœurs dirigés par Geoffrey Mitchell – 3:12

- Get To Know Randwick Race Course , Sydney, 15 août 1971  – 6:23

1. Careful With That Axe, Eugene
2. Interview du groupe

- 24 hours – Bootleg Records, Londres, 1971

1. Documentaire incluant Pink Floyd et le manager Steve O’Rourke – 2:27

- Review, Londres, 1971

1. Interview de Storm Thorgerson & Aubrey Po Powell sur l'illustration de l'album Meddle – 3:37

- Création animée de Ian Emes, juillet 1972, Birmingham

1. One of These Days (‘French Windows’) – 4:17

- Musikforum Ossiachersee, Ossiach, Austria, 1er juillet 1971

1. Atom Heart Mother (extrait, en couleur): – 5:10

- ’71 Hakone Aphrodite Open Air Festival, Hakone, Japon, 6 et 7 août 1971

1. Atom Heart Mother – 15:11

Audio seulement
- Echoes version 4.0 Quad mix original 1971 – 23:35

#### Musiciens
- David Gilmour – guitare, chant
- Roger Waters – basse, chant sur Set the Controls for the Heart of the Sun
- Richard Wright – claviers, chœurs, chant (avec Gilmour) sur Embryo et Echoes
- Nick Mason – batterie, percussions

### Volume 6:1972: Obfusc/ation
Ce volume contient l'album Obscured by Clouds remixé en 2016, ainsi qu'un Blu-Ray qui reprend en plus des archives vidéos, le concert filmé à Pompéi.

#### Liste des chansons
CD – Obscured by Clouds (version remixé en 2016)
1. Obscured by Clouds – 3:03
2. When You're In – 2:31
3. Burning Bridges – 3:30
4. The Gold It's In The... – 3:07
5. Wot's...Uh The Deal – 5:09
6. Mudmen – 4:18
7. Childhood's End – 4:33
8. Free Four – 4:16
9. Stay – 4:06
10. Absolutely Curtains – 5:52

Ce CD a été accidentellement remplacé par l'album remixé de Live at Pompeii avant l'expédition. Depuis, cette erreur est corrigée et l'album live est disponible dans ce coffret en disque bonus.
DVD/Blu-Ray
1. 1972 : Banner

- Sessions d'enregistrements de l'album Obscured by Clouds, Château d’Hérouville, France, 23–29 février 1972

1. Wot’s...Uh The Deal : avec photos des sessions d'enregistrements – 5:04
2. Pop Deux : Documentaire sur les sessions de Obscured By Clouds + interview de David Gilmour et Roger Waters – 7:14

- Concert au Brighton Dome, 29 juin 1972 – 16:44

1. Set the Controls for the Heart of the Sun†
2. Careful With That Axe, Eugene

- Roland Petit Pink Floyd Ballet, France, reportages 1972–73

1. Actualités Méditerranée, Marseille, 22 novembre 1972 – 3:29
2. JT Nuit – Les Pink Floyd, Marseille, 26 novembre 1972 – 3:04
3. JT 20h – Pink Floyd, 12 janvier 1973 – 3:01
4. Journal de Paris – Les Pink Floyd , Paris, 12 janvier 1973 – 5:03

- Reportage sur l'installation de concert – France, 29 novembre 1972

1. Poitiers – Autour du passage des Pink Floyd – 4:27

- Live at Pompeii (2016 5.1 Audio Remix)

1. Careful With That Axe, Eugene – 6:40
2. A Saucerful of Secrets – 10:09
3. One of These Days – 5:58
4. Set the Controls for the Heart of the Sun† – 10:24
5. Echoes – 26:10

#### Musiciens
- David Gilmour – guitare, chant
- Roger Waters – basse, chant sur Free Four et Set the Controls...
- Richard Wright – claviers, chant sur Echoes (avec Gilmour), Burning Bridges (avec Gilmour) et Stay
- Nick Mason – batterie, percussions

### Volume 7:1967–1972: Continu/ation
Ce volume couvre de nouvelles sessions BBC en 1967 et 1968, tandis que le DVD/Blu-Ray contiennent en plus des extraits de concerts, les films The Committee, More et La Vallée sur lesquels Pink Floyd a réalisé la musique.

#### Liste des chansons
CD – Sessions BBC de 1967
BBC Radio Session, 25 septembre 1967 :
1. Flaming‡ – 2:42
2. The Scarecrow‡ – 1:59
3. The Gnome‡ – 2:08
4. Matilda Mother‡ – 3:20
5. Reaction in G‡ – 0:34
6. Set the Controls for the Heart of the Sun‡ – 3:19

BBC Radio Session, 20 décembre 1967 :
1. Scream Thy Last Scream‡ – 3:35
2. Vegetable Man‡ – 3:07
3. Pow R. Toc H.‡ – 2:45
4. Jugband Blues‡ – 3:50

BBC Radio Session, 2 décembre 1968 :
1. Baby Blue Shuffle in D Major – 3:58
2. Blues (BBC en septembre 1971) – 4:59
3. Annonce radio américaine – 0:22
4. Music from The Committee No. 1 – 1:06
5. Music from The Committee No. 2 – 3:25
6. Moonhead (live sur BBC TV lors de l’atterrissage lunaire en 1969) – 7:16
7. Echoes (live à Wembley en 1974) – 24:10

DVD/Blu-Ray 1
1. Spare 2 seconds chapter

- Hampstead Heath et St. Michael’s Church, Highgate, Londres, mars 1967

1. Arnold Layne (version alternative)‡ – 2:56

- P1–P wie Petersilie à Stuttgart, Allemagne, 22 juillet 1969 – 16:52

1. Corporal Clegg
2. Interview du groupe
3. A Saucerful of Secrets

- Bath Festival of Blues & Progressive Music à Shepton Mallet, 27 juin 1970

1. Atom Heart Mother – 3:46

- Kralingen Music Festival à Rotterdam, 28 juin 1970 – 10:16

1. Set The Controls For The Heart Of The Sun
2. A Saucerful Of Secrets

- The Amsterdam Rock Circus à Amsterdam, 22 mai 1972 – 35:41

1. Atom Heart Mother
2. Careful with That Axe, Eugene
3. A Saucerful of Secrets

- The Committee (film) – 55.18

DVD/Blu-Ray 2
- More (film) – 1.56.00
- La Vallée (film)– 1.45.00

#### Musiciens
Pink Floyd
- David Gilmour – guitare, chant (sauf ‡)
- Roger Waters – base, chant
- Richard Wright – claviers, chant
- Nick Mason – batterie, percussion
- Syd Barrett – guitare, chant (seulement ‡)

avec
- Dick Parry – saxophone
- Venetta Fields et Carlena Williams – chœurs

### Bonus CD:Live at Pompeii
L'album Live at Pompeii sort pour la première fois en CD en disque bonus du coffret The Early Years en version remixé. Mais il remplace par erreur l'album remixé d' Obscured by Clouds présent dans le coffret dans les premiers pressages, corrigée depuis. L'annonce de l'erreur a eu lieu sur les réseaux sociaux.
1. Careful With That Axe, Eugene : 6:45
2. Set the Controls for the Heart of the Sun : 10:35
3. One of These Days : 5:50
4. A Saucerful of Secrets : 12:49
5. Echoes : 24:56
6. Careful With That Axe, Eugene (version alternative) : 6:06

### Replica vinyl singles[Quoi ?]
| Arnold Layne 1. Arnold Layne 2. Candy and a Currant Bun Point Me at the Sky 1. Point Me at the Sky 2. Careful With That Axe, Eugene It Would Be So Nice 1. It Would Be So Nice 2. Julia Dream | See Emily Play 1. See Emily Play 2. The Scarecrow Apples and Oranges 1. Apples and Oranges 2. Paintbox |

## The Early Years 1967-1972: Cre/ation
The Early Years 1967-1972: Cre/ation est une compilation de 2 disques résumant le coffret The Early Years 1965-1972 qui est sorti le 11 novembre 2016.

### Liste des chansons
Premier disque
| 1.  | Arnold Layne                                                                     | 1965–1967: Cambridge St/ation | 2:57 |
| 2.  | See Emily Play                                                                   | 1965–1967: Cambridge St/ation | 2:55 |
| 3.  | Matilda Mother (version alternative, 2010 mix)                                   | 1965–1967: Cambridge St/ation | 3:58 |
| 4.  | Jugband Blues (2010 mix)                                                         | 1965–1967: Cambridge St/ation | 3:02 |
| 5.  | Paintbox                                                                         | 1965–1967: Cambridge St/ation | 3:47 |
| 6.  | Flaming (Session BBC Radio, 25 septembre 1967)                                   | 1967–1972: Continu/ation      | 2:42 |
| 7.  | In the Beechwoods (2010 mix)                                                     | 1965–1967: Cambridge St/ation | 4:43 |
| 8.  | Point Me at the Sky                                                              | 1968: Germin/ation.           | 3:41 |
| 9.  | Careful with That Axe, Eugene                                                    | 1968: Germin/ation            | 5:48 |
| 10. | Embryo (extrait de la compilation Picnic dédiée aux artistes du Harvest Records) | 1969: Dramatis/ation          | 4:42 |
| 11. | US Radio advertisement for Ummagumma                                             | 1967–1972: Continu/ation      | 0:22 |
| 12. | Grantchester Meadows (Session BBC Radio, 12 mai 1969)                            | 1969: Dramatis/ation          | 3:46 |
| 13. | Cymbaline (Session BBC Radio, 12 mai 1969)                                       | 1969: Dramatis/ation          | 3:39 |
| 14. | Interstellar Overdrive (Live au Paradiso, Amsterdam, 9 août 1969)                | 1969: Dramatis/ation          | 4:24 |
| 15. | Green Is the Colour (Session BBC Radio, 12 mai 1969)                             | 1969: Dramatis/ation          | 3:21 |
| 16. | Careful with That Axe, Eugene (Session BBC Radio, 12 mai 1969)                   | 1969: Dramatis/ation          | 3:28 |

Second disque
| 1.  | On the Highway (Zabriskie Point sessions)                        | 1970: Devi/ation     | 1:17  |
| 2.  | Auto Scene Version 2 (Zabriskie Point sessions)                  | 1970: Devi/ation     | 1:13  |
| 3.  | The Riot Scene (Zabriskie Point sessions)                        | 1970: Devi/ation     | 1:40  |
| 4.  | Looking at Map (Zabriskie Point sessions)                        | 1970: Devi/ation     | 1:56  |
| 5.  | Take Off (Zabriskie Point sessions)                              | 1970: Devi/ation     | 1:19  |
| 6.  | Embryo (Session BBC Radio, 16 Juillet 1970)                      | 1970: Devi/ation     | 10:13 |
| 7.  | Atom Heart Mother (Live au Casino de Montreux, 21 Novembre 1970) | 1970: Devi/ation     | 18:01 |
| 8.  | Nothing, Part 14 (Echoes work in progress)                       | 1971: Reverber/ation | 7:01  |
| 9.  | Childhood's End (2016 mix)                                       | 1972: Obfusc/ation   | 4:33  |
| 10. | Free Four (2016 mix)                                             | 1972: Obfusc/ation   | 4:16  |
| 11. | Stay (2016 mix)                                                  | 1972: Obfusc/ation   | 4:08  |

### Personnel
- Syd Barrett : chant, guitare (seulement disque 1, piècess 1–7)
- David Gilmour : chant, guitares (sauf disc 1, pièces 1–7, 11)
- Nick Mason : batterie, percussion (sauf disc 1, pièce 11)
- Roger Waters : chant, basse (sauf disc 1, pièce 11–12), guitare acoustique (seulement disque 1, pièce 12)
- Richard Wright : chant, claviers (sauf disque 1, pièce 11)

### Classements

#### Classements hebdomadaires
The Early Years 1967–1972: Cre/ation
| Classement (2016)                          | Meilleure position |
| ------------------------------------------ | ------------------ |
| Australie (ARIA)                           | 47                 |
| Autriche (Ö3 Austria Top 40)               | 29                 |
| Belgique (Flandre Ultratop)                | 21                 |
| Belgique (Wallonie Ultratop)               | 20                 |
| Canada (Canadian Albums)                   | 38                 |
| Tchéquie (IFPI)                            | 27                 |
| Pays-Bas (Mega Album Top 100)              | 22                 |
| France (SNEP)                              | 21                 |
| Allemagne (Media Control AG)               | 20                 |
| Hongrie (Mahasz)                           | 39                 |
| Irlande (IRMA)                             | 67                 |
| Italie (FIMI)                              | 13                 |
| Nouvelle-Zélande Heatseekers Albums (RMNZ) | 3                  |
| Pologne (ZPAV)                             | 35                 |
| Portugal (AFP)                             | 11                 |
| Écosse (OCC)                               | 15                 |
| Espagne Albums (PROMUSICAE)                | 58                 |
| Suisse (Schweizer Hitparade)               | 24                 |
| Royaume-Uni (UK Albums Chart)              | 19                 |
| États-Unis (Billboard 200)                 | 103                |
| États-Unis (Top Rock Albums)               | 13                 |

#### Classement de fin d'année
| Classement (2016)                   | Position |
| ----------------------------------- | -------- |
| Belgique Albums (Ultratop Wallonia) | 174      |

## Crédits
- Aubrey Powell de Hipgnosis : directeur créatif
- Lana Topham : conservatrice, productrice et archiviste des films The Early Years
- Pentagram : conception de l'emballage
- John Whiteley : Conception de papier psychédélique des années 1960
- Peter Curzon de StormStudios : conservation et conception de souvenirs photographiques, assisté de Lee Baker ; illustration pour les vinyles
- Glenn Povey : souvenirs supplémentaires
- Tracey Kraft of Pink Floyd Archive : photos fixes
- Andy Jackson de Tube Mastering : mastering
- Ray Staff des studios Air : mastering audio des vinyles
- Peter Sykes : réalisateur du film The Committee
- Barbet Schroeder : réalisateur des films More et La Vallée

## Réception
The Early Years 1965-1972 a un score de 97 sur 100 sur Metacritic basé sur 8 critiques, indiquant une "acclamation universelle". Stephen Thomas Erlewine d'Allmusic l'a qualifié de "portrait profond et à plusieurs niveaux des années où Pink Floyd tâtonnait pour essayer de trouver sa voie". Il a fait l'éloge des morceaux Vegetable Man, In the Beechwoods, la collaboration du groupe avec John Latham, les bandes sonores qu'ils ont enregistrées pour The Committee et Zabriskie Point. "Parce qu'une grande partie de cette musique est brute - elle est alternativement live, inachevée et improvisée - le coffret souligne à quel point Pink Floyd était un groupe underground jusqu'à Dark Side", conclut-il. "Des décennies plus tard, ces enregistrements semblent toujours illimités : c'était de la musique faite sans destination en tête et le voyage reste passionnant."
Daryl Easlea de Record Collector a décrit le coffret comme "l'équivalent sonore de la lecture de fond et des notes de bas de page détaillées pour leur remarquable corpus d'œuvres enregistrées". Il décrit le premier matériel du groupe de 1965 comme "montrant quel groupe de beat fabuleux ils étaient au départ. Un sourire rapide n'est pas quelque chose que vous associez au Floyd, mais ces six premiers morceaux de 1965 sont extrêmement amusants." Il a également salué le concert de John Peel de 1971 comme étant "un vrai régal, avec un Fat Old Sun de 14 minutes montrant leur puissance d'improvisation. Une longue capture d'Embryo démontre leur grandeur glaciale à son meilleur." Il désigne également "la session de la BBC du 20 décembre 1967, juste un mois avant le départ de Barrett" comme "une révélation".
Pitchfork nomme le coffret "Meilleure nouvelle réédition" de la semaine. Jesse Jarnow a écrit que "les périodes de carrière passent, les sept années des Early Years de Pink Floyd ne correspondent pas exactement à d'autres époques intenses de créativité rock classique, comme Bob Dylan de 1961 à 1968 ou les Beatles de 1962 à 1969 [. ..] cet ensemble illustre quelque chose à la fois sur le propre chemin de Pink Floyd et sur les récompenses de la résilience." Il écrit qu'"à l'ère moderne des coffrets surdimensionnés de nettoyage des coffres-forts et de protection des droits d'auteur, il y a quelque chose de profondément humain dans The Early Years, ce qui ne fait que rendre les réalisations plus extraordinaires".
Alexis Petridis duGuardian décrit la compilation comme un "document exhaustif" qui contient "quelques aperçus alléchants des différents chemins qu'ils auraient pu emprunter". Il fait l'éloge de certains morceaux (notant, par exemple, l'influence de leurs « répétitions cycliques et hypnotiques et de l'atmosphère étrange et très peu rock » des premières improvisations comme Set the Controls for the Heart of the Sun sur  el krautrock « naissant » ainsi que leur rôle dans le développement du space rock) mais a critiqué le caractère superflu de certains d'entre eux (en soulignant que le coffret contient "15 versions de Careful With That Axe, Eugene" et en écrivant, "il vient un point où vous soupçonnez que même le fan le plus ardent de Set the Controls for the Heart of the Sun [...] poussera un soupir assez las alors que sa ligne de basse à trois notes démarre pour la énième fois.")

### Disctinctions
| Publication   | Pays   | Accolade                                                                  | Rank |
| ------------- | ------ | ------------------------------------------------------------------------- | ---- |
| Medium        | US     | Best 100 (Or So) Reissues Of 2016                                         | 1    |
| Paste         | US     | The 10 Best Box Sets of 2016                                              | 7    |
| Rolling Stone | US     | 10 Best Reissues of 2016                                                  | 1    |
| Uncut         | UK     | The Best Reissue Albums Of 2016 – The Uncut Top 30                        | 26   |
| Allmusic      | US     | Favorite Reissues and Compilations                                        | -    |
| Toronto Sun   | Canada | 2016’s most essential music box sets: Pink Floyd, Dylan, Led Zep and more | 1    |
| Metacritic    | US     | Best-Reviewed Reissues, Box Sets, And Compilations Of 2016                | 1    |